# Uwe Bohm
Uwe Bohm, właśc. Uwe Enkelmann (ur. 23 stycznia 1962 w Wilhelmsburgu, zm. 8 kwietnia 2022) – niemiecki aktor filmowy i telewizyjny. Wystąpił w ponad 70 filmach i programach telewizyjnych.

## Biografia
Reżyser Hark Bohm zaangażował 11-letniego Uwe Enkelmanna do filmu Mogę też zbudować Arkę w 1973 roku. W 1976 roku zagrał główną rolę w młodzieżowym dramacie Harka Bohma Nordsee ist Mordsee. Reżyser ostatecznie adoptował Enkelmanna, który pochodził z rodziny z problemami, i sprowadził go do Monachium. Enkelmann przyjął nazwisko Bohma i pracował z nim przy wielu filmach. Zagrał główną rolę w Yasemin (1988) Harka Bohma, który był oficjalną kandydaturą RFN do nagrody za najlepszy film nieanglojęzyczny na 61. ceremonii wręczenia Oscarów. Zagrał także w filmie Herzlich willkommen (1990), który startował w konkursie głównym na 40. MFF w Berlinie.
Próbował również swoich sił jako malarz i lakiernik, ale zerwał z tymi dziedzinami i od tego czasu pracuje jako aktor. Na scenie kilkukrotnie współpracował ze słynnym reżyserem Peterem Zadkiem w latach 80. i 2000. Bohm był także aktorem profilowym w niemieckiej telewizji, szczególnie znanym z nikczemnych ról, dziewięć razy wystąpił w serialu Tatort.
Bohm był żonaty z aktorką Ninon Bohm. Para miała jedno dziecko. Bohm zmarł niespodziewanie 8 kwietnia 2022 roku w wieku 60 lat.